# Sphingobacteriales
Ordre
L'ordre des Sphingobacteriales appartient au phylum des Bacteroidota et contient deux familles de bactéries environnementales dont les Sphingobacteriacées.

## Description
L'ordre des Sphingobacteriales est décrit en 2012 par Kämpfer,.

## Taxonomie

### Étymologie
L'étymologie de la classe Sphongobacteriales est la suivante :  N.L. neut. n. Sphingobacterium, genre type de l'ordre; N.L. neut. pl. n. suff. -ales, suffixe définissant un ordre; N.L. neut. pl. n. Sphingobacteriales, L'ordre de Sphingobacterium.

### Liste des familles
Selon la LPSN (18 février 2023), la classe Sphingobacteriales comprend deux familles :
- famille des Sphingobacteriaceae
- famille des Filobacteriaceae

### Anciennes familles
La famille Chitinophagaceae placée dans cet ordre en 2011 a été élevée au rang de classe en 2020 par le sous-comité taxonomique des Bacteroidetes aérobies.